# 10513 Mackie
10513 Mackie è un asteroide della fascia principale. Scoperto nel 1989, presenta un'orbita caratterizzata da un semiasse maggiore pari a 3,2159499 au e da un'eccentricità di 0,0703495, inclinata di 24,36527° rispetto all'eclittica.
L'asteroide è dedicato all'astronomo amatoriale canadese Guy Thomas Mackie.